# Trachodopalpus cinereus
Trachodopalpus cinereus là một loài bướm đêm trong họ Noctuidae.